# اوا گاردنر
آوا لاوینیا گاردنر (به انگلیسی: Ava Lavinia Gardner) ‏ (زادهٔ ۲۴ دسامبر ۱۹۲۲ – درگذشتهٔ ۲۵ ژانویه ۱۹۹۰)، هنرپیشه آمریکایی بود. او به عنوان بیست و پنجمین هنرپیشه بزرگ زن تاریخ توسط انستیتو فیلم آمریکا شناخته شد.

## زندگی
اوا کوچک‌ترین فرزند از هفت فرزند (دو پسر و پنج دختر) خانواده مزرعه دار فقیر اهل کارولینای شمالی بود. مادرش مالی، ریشه اسکاتلندی-ایرلندی و انگلیسی داشت و پدرش جوناس بیلی گاردنر ریشه آمریکایی-ایرلندی و آمریکایی-سرخپوست داشت. زمانی که بچه‌ها کوچک بودند، خانواده گاردنر تمام دارایی اش را از دست داد و جیمز گاردنر مجبور به کار در یک کارخانه چوب‌بری و مالی نیز مشغول به کار آشپزی و سرایداری در یک خوابگاه معلمان شد.
وقتی که اوا ۱۳ ساله شد، خانواده تصمیم گرفت که شانس زندگی در شهری بزرگ‌تر را امتحان کند از ینرو آنها به نیوپورت نیوز در ایالت ویرجینیا مهاجرت کردند. مالی در این شهر مدیر یک پانسیون مخصوص کارگران کشتی شد. مدتی بعد پدر اوا در اثر ابتلاء به بیماری برونشیت (۱۹۳۸) درگذشت درحالی‌که اوا تنها ۱۵ سال داشت. بعد از مرگ پدر، خانواده به راک ریج، حومه شهر ویلسون از ایالت کارولینای شمالی رفتند و مالی گاردنر مدیر یک پانسیون معلمان در آنجا شد. اوا دبیرستان را در راک ریج به اتمام رساند و در سال ۱۹۳۹ فارغ‌التحصیل شد. او پس از آن حدود یک سال در کلاس‌های منشیگری شرکت کرد.
در سال ۱۹۴۱ اوا به دیدن خواهرش بئاتریس در نیویورک رفت. شوهر بئاتریس عکاسی حرفه‌ای به نام لری تار بود. او پیشنهاد داد که پرتره‌ای از اوا عکاسی کند و وقتی که نتیجه کار بسیار خوب از کار درآمد این عکس را پشت ویترین استودیو عکاسی اش قرار داد.

## کار

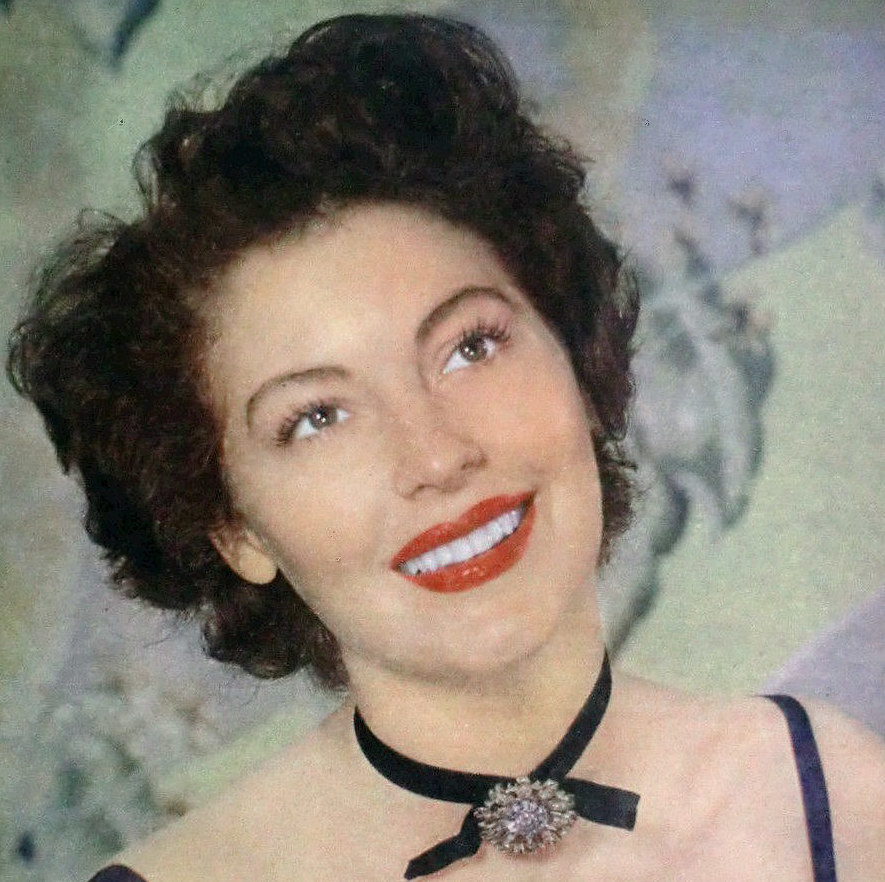
در سال ۱۹۴۹

در سال ۱۹۴۱، بارنی دوهان، مربی استعدادیابی متروگلدوین مایر عکس گاردنر را ویترین مغازه تار دید. دوهان وارد استودیو تار شد و خواست آدرس گاردنر را بدست آورد اما منشی از ورود او جلوگیری کرد. او گفت: «کسی باید اطلاعات اون رو برای شرکت متروگلدوین مایر (MGM) بفرستد» و تارها سریعاً اقدام کردند. کمی بعد گاردنر که دانشجوی کالج آتلانتیک کریستین بود، به نیویورک سفر کرد تا در دفتر نیویورک شرکت MGM مورد مصاحبه قرار گیرد. او قراردادی با شرکت امضاء کرد و دانشگاه را به قصد هالیوود ترک نمود و خواهرش بئاتریس نیز او را همراهی نمود.
او با امضای قراردادی با استودیو متروگلدوین مایر در سال ۱۹۴۱ در نقش‌های کوچکی ظاهر شد تا اینکه با بازی در فیلم قتل‌ها در سال ۱۹۴۶ توجه اذهان عمومی را به خود جلب نمود. او تبدیل به یک ستارگان برجسته سینمایی شد و به عنوان یکی از زیباترین زنان زمان خود شناخته شد. او نامزد دریافت جایزه اسکار برای بهترین هنرپیشه زن برای فیلم موگامبو (۱۹۵۳) شد. او از دهه ۵۰ تا ۷۰ در فیلم‌های مهم زیادی ظاهر شد از جمله در ساحل (۱۹۵۹)، شب ایگوانا (۱۹۶۴)، زلزله (۱۹۷۴) و گذرگاه کاساندرا (۱۹۷۶). گاردنر تا سال ۱۹۸۶ یعنی چهار سال پیش از مرگش در اثر التهاب ریوی به بازی در فیلم‌ها ادامه داد.

## ازدواج و روابط

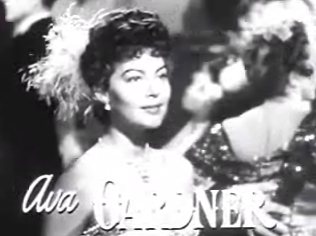
در گذشته ممنوع من (۱۹۵۱)

اوا گاردنر اندکی بعد از رسیدن به لس‌آنجلس با میکی رونی ملاقات کرد. آنها در ۱۰ ژانویه ۱۹۴۲ در کالیفرنیا ازدواج کردند. اوا ۱۹ سال داشت و میکی ۲۱ سال. گاردنر و رونی در سال ۱۹۴۳ از هم جدا شدند.
هوارد هیوز گاردنر در اواسط دهه ۴۰ با هوارد هیوز که یک هوانورد و تاجر بود دوست شد. رابطه آنها تا اوایل دهه ۵۰ ادامه داشت.
آرتی شاو ازدواج دوم گاردنر با موسیقیدان جاز آرتی شاو بود. (از ۱۹۴۵ تا ۱۹۴۶)
فرانک سیناترا ازدواج سوم و آخر اوا (۱۹۵۱ تا ۱۹۵۷) با فرانک سیناترا خواننده و هنرپیشه آمریکایی بود. اوا در زندگینامه‌اش نوشته که از بین تمام مردانی که با آنها بوده، فرانک عشق زندگی اش بوده‌است. سیناترا همسرش را به خاطر اوا ترک کرد و ازدواج زودهنگام آنها با یکدیگر تیتر رسانه‌ها شد. سیناترا به خاطر ترک همسرش به خاطر بودن با یک زن اغواگر بسیار مورد انتقاد قرار گرفت از جمله از طرف روزنامه‌نگارهای معروف آن زمان هدا هاپر و لولا پارسونز و همچنین از طرف کلیسای کاتولیک رومی و هوادارانش. این عمل او حتی کارش را تحت تأثیر قرار داد. گاردنر از نفوذش استفاده کرد تا نقشی را برای فرانک بگیرد که بعداً برنده جایزه اسکار شد یعنی فیلم از اینجا تا ابدیت (۱۹۵۳). این نقش و جایزه دوباره به کار فرانک جان دوباره بخشیدند. اوا در طول ازدواجش با فرانک دو بار حامله شد اما هر دو بار بچه‌ها را سقط کرد. بعد از جدایی فرانک و اوا دوستان خوبی برای هم باقی‌ماندند.
لوییز میگل دومینگن گاردنر از سیناترا در سال ۱۹۵۷ جدا شد و به اسپانیا سفر کرد و در آنجا رابطه‌ای را با ارنست همینگوی آغاز نمود. دوستی او با همینگوی باعث علاقه‌مندی او به گاوبازی و گاوبازان شد مثل لوییز میگل دومینگن که عاشق او شد.

## بخشی از فیلمشناسی
- اجتماع در فرانسه (۱۹۴۲)
- مجنون هیتلر (۱۹۴۳)
- دو دختر و ملوان (۱۹۴۴)
- آدم‌کش‌ها (۱۹۴۶)
- سنگاپور (۱۹۴۷)
- دوره‌گردها (۱۹۴۷)
- در گذشته ممنوع من (۱۹۵۱)
- قایق نمایشی (۱۹۵۱)
- برف‌های کلیمانجارو (۱۹۵۲)
- واگن دسته موزیک (۱۹۵۳)
- موگامبو (۱۹۵۳)
- کنتس پابرهنه (۱۹۵۴)
- خورشید همچنان می‌درخشد (۱۹۵۷)
- در ساحل (۱۹۵۹)
- ۵۵ روز در پکن (۱۹۶۳)
- شب ایگوانا (۱۹۶۴)
- هفت روز در ماه مه (۱۹۶۴)
- کتاب مقدس (۱۹۶۶) نقش سارا
- مایرلینگ (۱۹۶۸) نقش الیزابت اتریش-مجارستان
- زندگی و روزگار قاضی روی بین (۱۹۷۲)
- زمین‌لرزه (۱۹۷۴)
- پرنده آبی (۱۹۷۶)
- گذرگاه کاساندرا (۱۹۷۶)
- سنتینل (۱۹۷۷)

## مرگ
یک حمله ذات الریه، پس از یک عمر سیگار کشیدن، همراه با بیماری زمینه‌ای لوپوس اریتماتوز او در سال ۱۹۸۶ باعث سکته مغزی شد که گاردنر را تا حدی فلج کرد. اگر چه او می‌توانست از عهده مخارج پزشکی خود برآید، فرانک سیناترا می‌خواست هزینه ویزیت او از یک متخصص در ایالات متحده را بپردازد، و او به او اجازه داد تا مقدمات یک هواپیمای خصوصی با کادر پزشکی را فراهم کند. او در ۲۵ ژانویه ۱۹۹۰ در سن ۶۷ سالگی بر اثر ذات الریه و آلوئولیت فیبروزان در خانه خود در لندن ۳۴ باغ انیسمور، جایی که از سال ۱۹۶۸ در آنجا زندگی می‌کرد، درگذشت.